# Sombrero Films
Pour les articles homonymes, voir Sombrero (homonymie).
 (mars 2022).
 (juillet 2020).
Il peut être nécessaire de l'améliorer pour respecter le principe de neutralité de point de vue. Veuillez consulter la page de discussion pour plus de détails.

Sombrero Films est une société de production cinématographique française, dirigée par Alain Benguigui. Elle produit principalement des longs-métrages.

## Activités

### L'accompagnement des réalisateurs
Après la production et la parution des premiers longs métrages Bord de mer de Julie Lopes Curval en 2002 et des Brodeuses d’Eléonore Faucher en 2004, Sombrero Films sort Toi et moi, une comédie de Julie Lopes Curval et Les Yeux Bandés, un film noir de Thomas Lilti en 2008.
Sombrero Films poursuit son envie d’accompagner des auteurs. Le premier film d’Hubert Gillet, Dans tes bras, et Mères et Filles, le troisième film de Julie Lopes Curval, sortent en 2009. Pierre Lacan réalise son premier film, Légitime Défense, un polar, qui sort en 2011.

### Le label STUDIO MAD
Sombrero Films crée en 2007 un label, « Studio Mad », une collection de films frayeurs pour adolescents[source secondaire nécessaire] composée de : 
- Mutants, réalisé par David Morley en 2009, dans lequel des rescapés essayent de survivre face à un virus planétaire.
- Vertige, d'Abel Ferry la même année, où un groupe d'amis expérimentent une via ferrata qui tourne au cauchemar.
- Captifs , réalisé par Yann Gozlan et sorti en 2010, montrant une équipe humanitaire séquestrée essayant de s'échapper.
- Derrière les murs de Julien Lacombe et Pascal Sid, avec Laetitia Casta, en 2011, faisant de lui le premier film français en 3D relief. Il raconte l'histoire d'une romancière, venue s'isoler dans une maison de campagne pour trouver l'inspiration mais qui devra faire face à des apparitions aussi mystérieuses qu'inquiétantes.

Ces films ont connu un large succès à l'international.

### Des films à plus large audience
À partir de 2012 les développements sont orientés vers des films à plus large audience[réf. souhaitée]. Sombrero Films sort début 2013 le premier long-métrage de Clément Michel, La stratégie de la poussette, une comédie romantique grinçante. 
En 2017, deux grands films populaires suivront : la comédie L'Embarras du choix d'Éric Lavaine avec Alexandra Lamy et Les Grands Esprits d'Olivier Ayache-Vidal, comédie sociale portée par le duo Denis Podalydès / Abdoullaye Diallo.

### Distinctions
Sombrero Films produit en 2002 le premier long-métrage de Julie Lopes Curval, Bord de mer, couronné par la Caméra d’Or au Festival de Cannes.
En 2004, Sombrero Films est de retour sur la Croisette avec Brodeuses d’Eléonore Faucher, récompensé du Grand Prix de la Semaine de la Critique au Festival de Cannes.
En 2022, la production Sombrero Films obtient un prix majeur à l’origine du film Bord de mer de Julie Lopes-Curval (France),  récompensant le meilleur premier long métrage de toutes les sections cannoises lors de la 55ème édition du festival de Cannes.

## Filmographie

### Longs-métrages

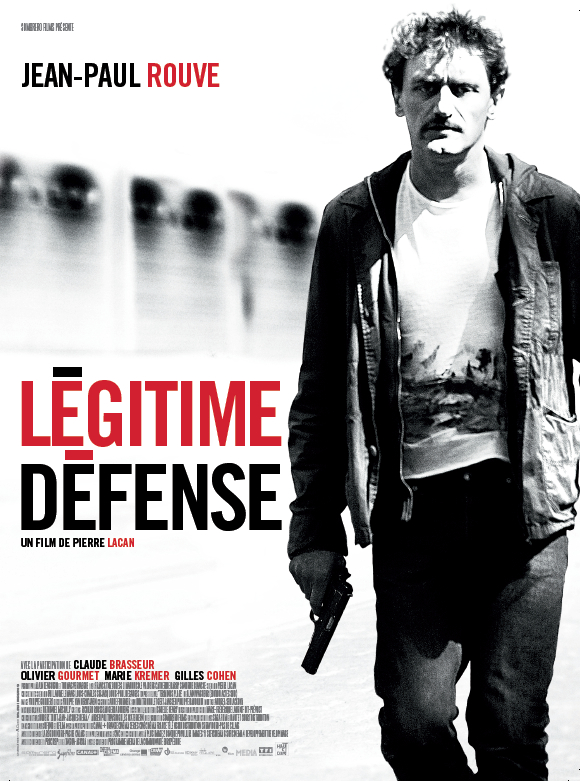
Affiche de Légitime Défense (2011).

- 2002 : Bord de mer, de Julie Lopes-Curval
- 2004 : Brodeuses, de Eléonore Faucher
- 2006 : Toi et moi, de Julie Lopes-Curval
- 2008 : Les Yeux Bandés, de Thomas Lilti
- 2009 : Mères et filles, de Julie Lopes-Curval
- 2009 : Dans tes bras, de Hubert Gillet
- 2009 : Vertige, de Abel Ferry
- 2009 : Mutants, de David Morley
- 2010 : Captifs, de Yann Gozlan
- 2011 : Derrière les murs, de Pascal Sid et Julien Lacombe
- 2011 : Légitime Défense, de Pierre Lacan
- 2013 : La Stratégie de la Poussette, de Clément Michel
- 2017 : Burn out, de Yann Gozlan (coproducteur)
- 2017 : Les Grands Esprits, d'Olivier Ayache-Vidal
- 2017 : L'Embarras du choix, d'Éric Lavaine
- 2020 : Le Calendrier, de Patrick Ridremont
- 2021 : Ma Nuit, d'Antoinette Boulat
- 2022 : Le Cours de la Vie, de Frédéric Sojcher

### Courts-métrages
- 1997 : Le Constat, de Olivier Bardy
- 1997 : Un jour dix ans, de Éric Carlier
- 1997 : La Joie, de Philippe Thomas et Yann Cailletaud (coproducteur)
- 1998 : À force d'y penser, de Stéphan Kopecky (coproducteur)
- 1999 : Aujourd'hui, plage, de Philippe Lubac
- 1999 : Asseyons-nous tous deux près du chemin, d'Alexandre Moors et Jérôme Mouscadet
- 1999 : Au suivant, de Franck Calderon et Hervé Tourmen
- 1999 : Feu d'hiver, de Emmanuel Nonneville
- 1999 : Hap, le céleste, de Laurent Germain Maury (coproducteur)
- 1999 : Out !, de Francis Duquet
- 1999 : Les Fans, de Francis Duquet
- 1999 : J'apparaitrai quand tu seras tout triste, de François Vogel
- 2000 : Adolescents, de Valérie Minetto (coproducteur)
- 2000 : La Rencontre, de Rémy Grandroques
- 2000 : À ciel ouvert, de Benjamin de Lajarte
- 2001 : La Fille de l'aube, de Benoît Valère
- 2001 : Rencontre à l'italienne, de Philippe Fontana
- 2002 : Après l'enfance, de Thomas Lilti
- 2002 : Hôtel des Acacias, de Camille Brottes, Thomas Chatelet, Benjamin Fontana, Philippe Fontana, Anne Flandrin, Rémy Grandroques et Marion Laine
- 2002 : Dernière Séance, de Vincent Garenq
- 2002 : Vitriol, de Dominique Defert
- 2002 : Mademoiselle Butterfly, de Julie Lopes-Curval
- 2003 : Roue libre, de Thomas Lilti
- 2003 : Abîmes, de Benoît Valère (coproducteur)
- 2003 : Je m'indiffère, d'Alain Rudaz et Sébastien Spitz
- 2005 : Comme James Dean, de Jonathan Zaccaï
- 2005 : Le Suicide du ventriloque, de Samuel Hercule
- 2004 : Libre Échange, de Olivier de Plas
- 2004 : L'Entreprise, de Philippe Fontana
- 2004 : Le Principe du canapé, de Samuel Hercule et Mike Guermyet
- 2006 : Paul Ravel n'a plus sommeil, de Samuel Hercule
- 2007 : Morsure, de David Morlet
- 2008 : La Chaîne du froid, de Samuel Hercule et Métilde Weyergans
- 2008 : Bébé, de Clément Michel
- 2009 : Climax, court métrage de Frédéric Sojcher
- 2009 : Une pute et un poussin, de Clément Michel
- 2010 : Méditerranées, d'Olivier Py
- 2011 : Jour sourd, de Rana Kazkaz et Anas Khalaf (coproducteur)
- 2011 : La vie parisienne, de Vincent Dietschy
- 2012 : Le miracle, de Juliette Soubrier
- 2012 : Arthur Flèche (L'Homme qui avait la main droite de gauche et la main gauche de droite), de Samuel Hercule
- 2013 : Tonite, de Nine Antico
- 2014 : La Contribution, de Chloé Delaume
- 2014 : En avant, calme et droit, de Julie-Anne Roth